# 农卫红
农卫红（1964年—），广西横县人，壮族，中华人民共和国政治人物、第十二届全国人民代表大会广西地区代表。

## 生平
毕业于清华大学工程水文及水资源。2013年，担任全国人大代表。2018年2月24日，当选为第十三届全国人大代表。